# Lima (flod)
Lima  (på galiciska Limia; på portugisiska Lima) är en internationell flod som rinner up på en höjd av 975 meter på berget Talariño, i Orenseprovinsen, i Galicien, Spanien. Under sina 41 kilometer i Galicien har floden ofta lokala namn, såsom Talariño, Freixo och Mourenzo, trots att det galiciska namnet är Limia. Den får sitt namn efter Xinzo de Limia.
Den rinner in i Portugal nära Lindoso och passerar Ponte da Barca och Ponte de Lima innan den rinner ut i Atlanten vid Viana do Castelo efter en sträcka på 108 kilometer. 
Floden kallades "Lethes flod" av Strabon och omskrevs i klassisk mytologi som glömskans flod. Den kallades även Belion.
Mytologi och geografi möttes vid ett historiskt ögonblick 138 f.Kr., då den romerske generalen Decimus Junius Brutus Callaicus utmanar myten eftersom floden hindrade trupperna framryckning i regionen. Han gick över floden ensam och kallade på soldaterna vid deras namn, en efter en. Soldaterna, överraskade över att generalen kom ihåg deras namn, gick över floden och trotsade myten om Lethe.